# مسائل خانوادگی (مجموعه تلویزیونی کره جنوبی)
مسائل خانوادگی (انگلیسی: Family Matters؛‏ کره‌ای: 가족계획) یک مجموعه تلویزیونی محصول کره جنوبی با بازی
به دونا، ریو سونگ بوم، بک یون شیک، لومون و لی سو هیون است. این مجموعه از ۲۹ نوامبر ۲۰۲۴ ساعت ۲۰:۰۰ (کی‌اس‌تی) از کوپانگ پلی پخش خواهد شد.

## بازیگران
- به دونا در نقش هان یونگ سو[۲]
- ریو سونگ بوم در نقش بک چول هی[۲]
- بک یون شیک در نقش بک کانگ سونگ[۲]
- لومون در نقش بک جی هون[۲]
- لی سو هیون در نقش بک جی وو[۲]

## تولید

### توسعه
مسائل خانوادگی به نویسندگی و تهیه‌کنندگی کیم جونگ مین، به کارگرانی کیم گوک و کیم سون، و تولید کی‌ایست، اوردینری جم، مانستر یونین و بردرلس فیلم است.

### انتخاب بازیگران
در ۵ اکتبر ۲۰۲۳، گزارش شد که حضور به دونا در این مجموعه تأیید شده است.

### فیلم‌برداری
تصویربرداری اصلی در اواخر دسامبر ۲۰۲۳ آغاز شد.

## انتشار
نقشه خانوادگی در ۲۹ نوامبر ۲۰۲۴، ساعت ۲۰:۰۰ (کی‌اس‌تی) از کوپانگ پلی پخش شد.